# Dermatosorus eleocharidis
Dermatosorus eleocharidis är en svampart som beskrevs av Sawada ex L. Ling 1949. Dermatosorus eleocharidis ingår i släktet Dermatosorus och familjen Anthracoideaceae.   Inga underarter finns listade i Catalogue of Life.